# Kostel svatého Jana Nepomuckého (Bukovno)
Římskokatolický farní kostel svatého Jana Nepomuckého v Bukovně je pozdně barokní sakrální stavba stojící na návsi. Od roku 1967 je kostel chráněn jako kulturní památka.

## Historie
Kostel byl vystavěn ve slohu pozdního baroka v letech 1769–1770. V letech 2024−2026 chátrající stavba prochází rekonstrukcí.

## Architektura
Kostel je jednolodní. Má zvlněné boky, střední rizality a zaoblené hrany s obdélným, obloukem uzavřeným presbytářem. V západním průčelí se nachází hranolová věž. Na věži je plechová helma. Okna jsou obdélná. Do segmentu jsou vyvršená.
V lodi je valená klenba. Tato klenba je však níže než počítal původní stavební projekt. V presbytáři je v klenbě placka. Sakristie má plochý strop. Kruchta je dřevěná, konkávního tvaru.

## Zařízení
Zařízení je rokokové z roku 1770. Hlavní oltář je rámový. Nesou jej dva letící andělé. Boční oltář je panelový s vitrinkou (svatyňkou), ve které se nachází socha Madony. Po stranách má sochy sv. Josefa a sv. Anny od M. Jelínka ml. z Kosmonos. Kazatelna je s figuální kartuší. Křtitelnice je kamenná, pozdně renesanční z roku 1629.

## Okolí kostela
Před kostelem je barokní socha Panny Marie pocházející z roku 1749. Tato socha byla také od 3. května 1958 zapsána jako kulturní památka České republiky.